# Vrátno
Vrátno je obec v okrese Mladá Boleslav ve Středočeském kraji. Rozkládá se asi sedmnáct kilometrů západně od Mladé Boleslavi. Žije zde 153 obyvatel.

## Historie
První písemná zmínka o obci pochází z roku 1348.
V obci Vrátno (přísl. Ostrý, 363 obyvatel) byly v roce 1932 evidovány tyto živnosti a obchody: 2 hostince, 2 koláři, kovář, 6 rolníků, trafika, 2 obchody se smíšeným zbožím, spořitelní a záložní spolek pro Vrátno, truhlárna, truhlář, zámečník.

## Obyvatelstvo
| Rok            | 1869 | 1880 | 1890 | 1900 | 1910 | 1921 | 1930 | 1950 | 1961 | 1970 | 1980 | 1991 | 2001 | 2011 | 2021 |
| -------------- | ---- | ---- | ---- | ---- | ---- | ---- | ---- | ---- | ---- | ---- | ---- | ---- | ---- | ---- | ---- |
| Počet obyvatel | 310  | 316  | 331  | 348  | 427  | 396  | 293  | 235  | 253  | 222  | 145  | 112  | 114  | 103  | 151  |
| Počet domů     | 44   | 44   | 44   | 48   | 58   | 60   | 62   | 64   | 55   | 47   | 38   | 57   | 57   | 52   | 54   |

## Obecní správa
V letech 1850–1960 k obci patřil Ostrý.

### Územněsprávní začlenění
Dějiny územněsprávního začleňování zahrnují období od roku 1850 do současnosti. V chronologickém přehledu je uvedena územně administrativní příslušnost obce v roce, kdy ke změně došlo:
- 1850 země česká, kraj Jičín, politický okres Mladá Boleslav, soudní okres Bělá;[8]
- 1855 země česká, kraj Mladá Boleslav, soudní okres Bělá;[8]
- 1868 země česká, politický okres Mnichovo Hradiště, soudní okres Bělá;[8]
- 1939 země česká, Oberlandrat Jičín, politický okres Mnichovo Hradiště, soudní okres Bělá pod Bezdězem;[9]
- 1942 země česká, Oberlandrat Praha, politický okres Mladá Boleslav, soudní okres Bělá pod Bezdězem;[10]
- 1945 země česká, správní okres Mnichovo Hradiště, soudní okres Bělá pod Bezdězem;[11]
- 1949 Liberecký kraj, okres Doksy;[12]
- 1960 Středočeský kraj, okres Mladá Boleslav.[13]
- k 1. lednu 1986 Středočeský kraj, okres Mladá Boleslav, obec Skalsko[7]
- k 24. listopadu 1990 Středočeský kraj, okres Mladá Boleslav[7]

### Obecní symboly
Znak a vlajka byly obci uděleny rozhodnutím předsedy Poslanecké sněmovny Parlamentu České republiky dne 15. listopadu 2005.

## Pamětihodnosti
- Usedlost čp. 28
- Brána usedlosti bývalého čp. 31
- Brána usedlosti bývalého čp. 32
- Zrekonstruovaný větrný mlýn Vrátno (čp. 56) na severovýchod od obce. Mlýn prošel v 90. letech 20. století rozsáhlou rekonstrukcí, která původní zemědělskou budovu přebudovala na plnohodnotný dům k celoročnímu bydlení. Zároveň zde vznikla další budova, sloužící jako správcovský domek. Další rekonstrukci, odpovídající historické podobě mlýna, provedl nový majitel po roce 2015.

## Galerie

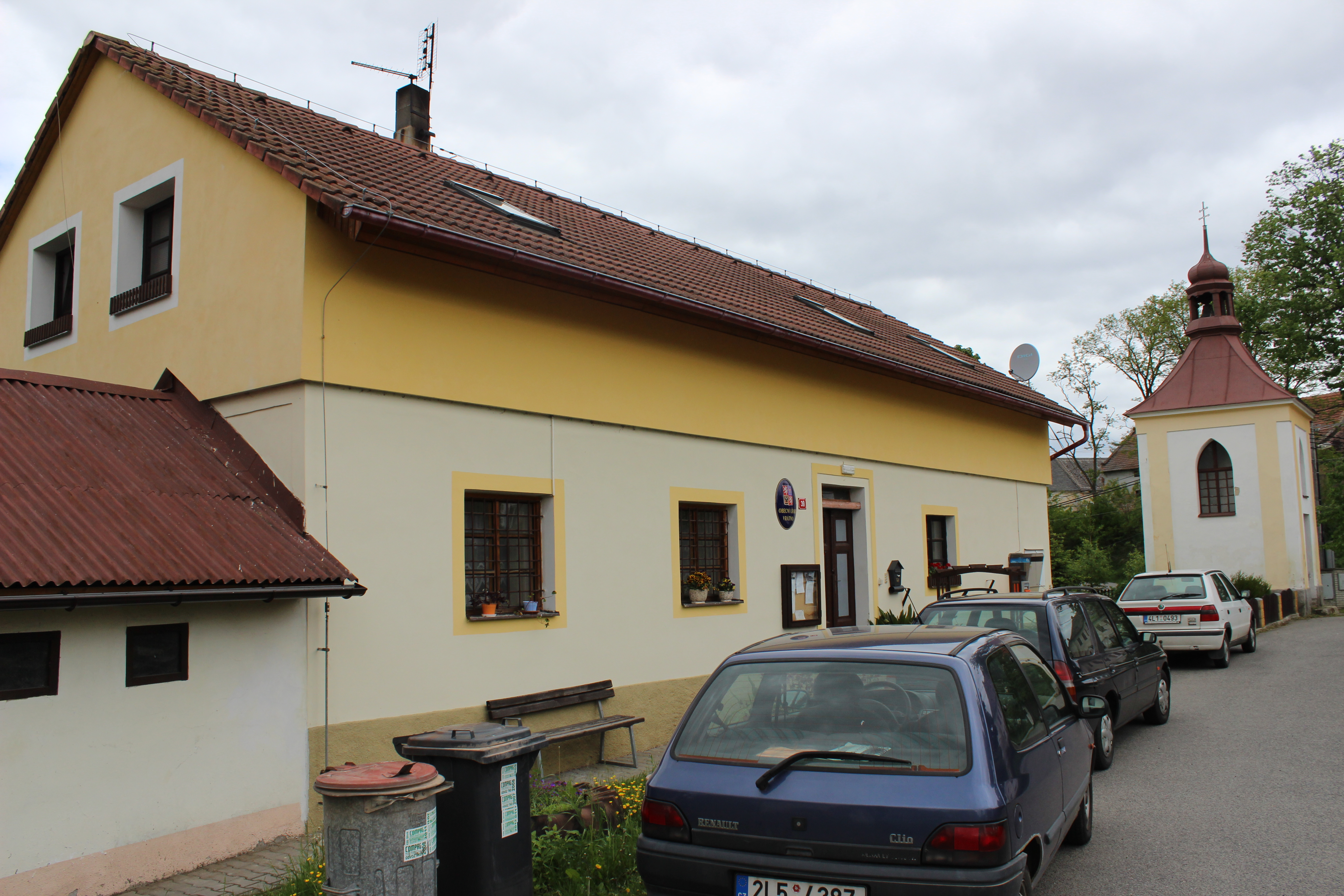
Obecní úřad a kaple Nejsvětější Trojice
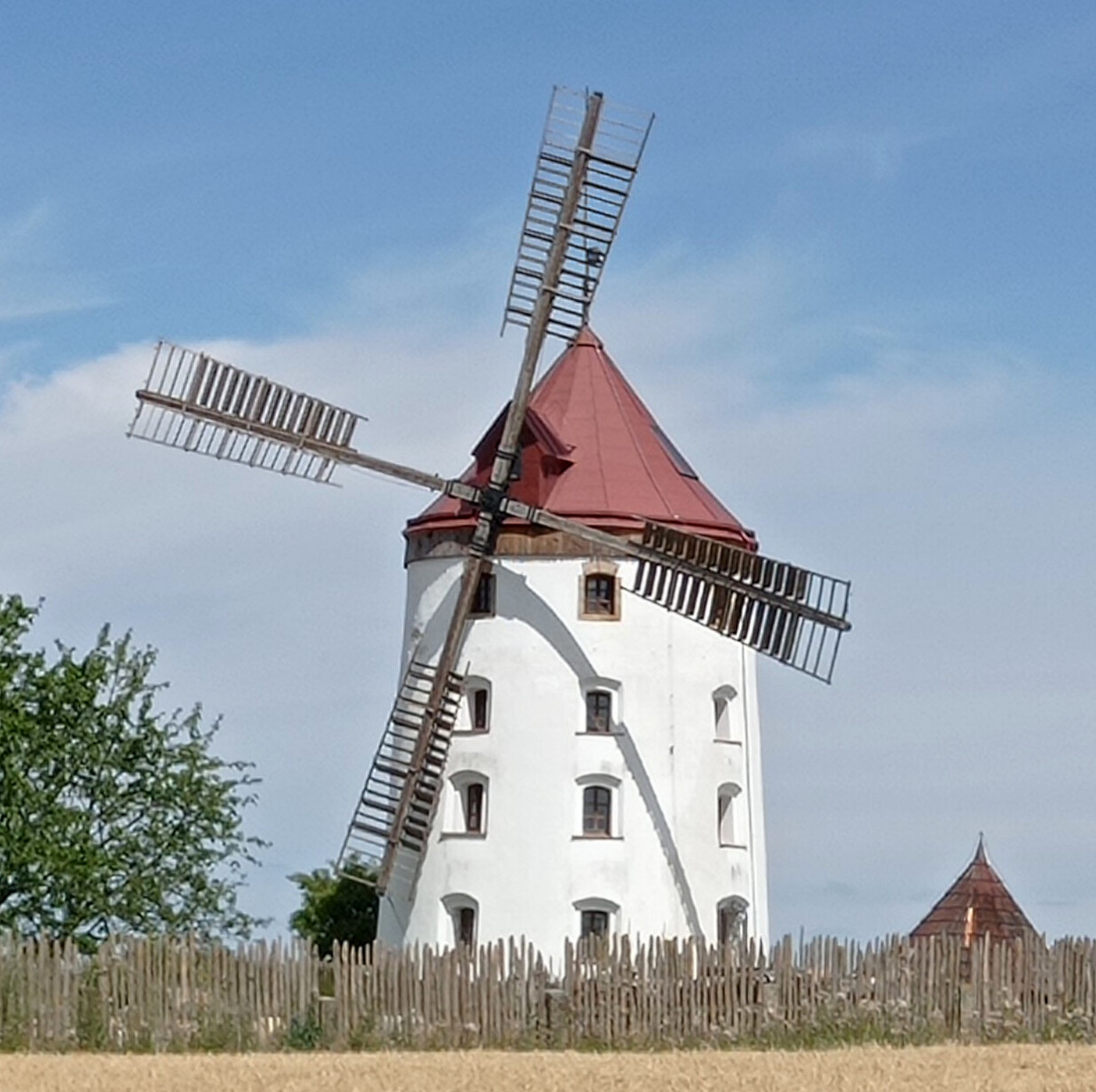
Větrný mlýn (čp. 56) v roce 2022
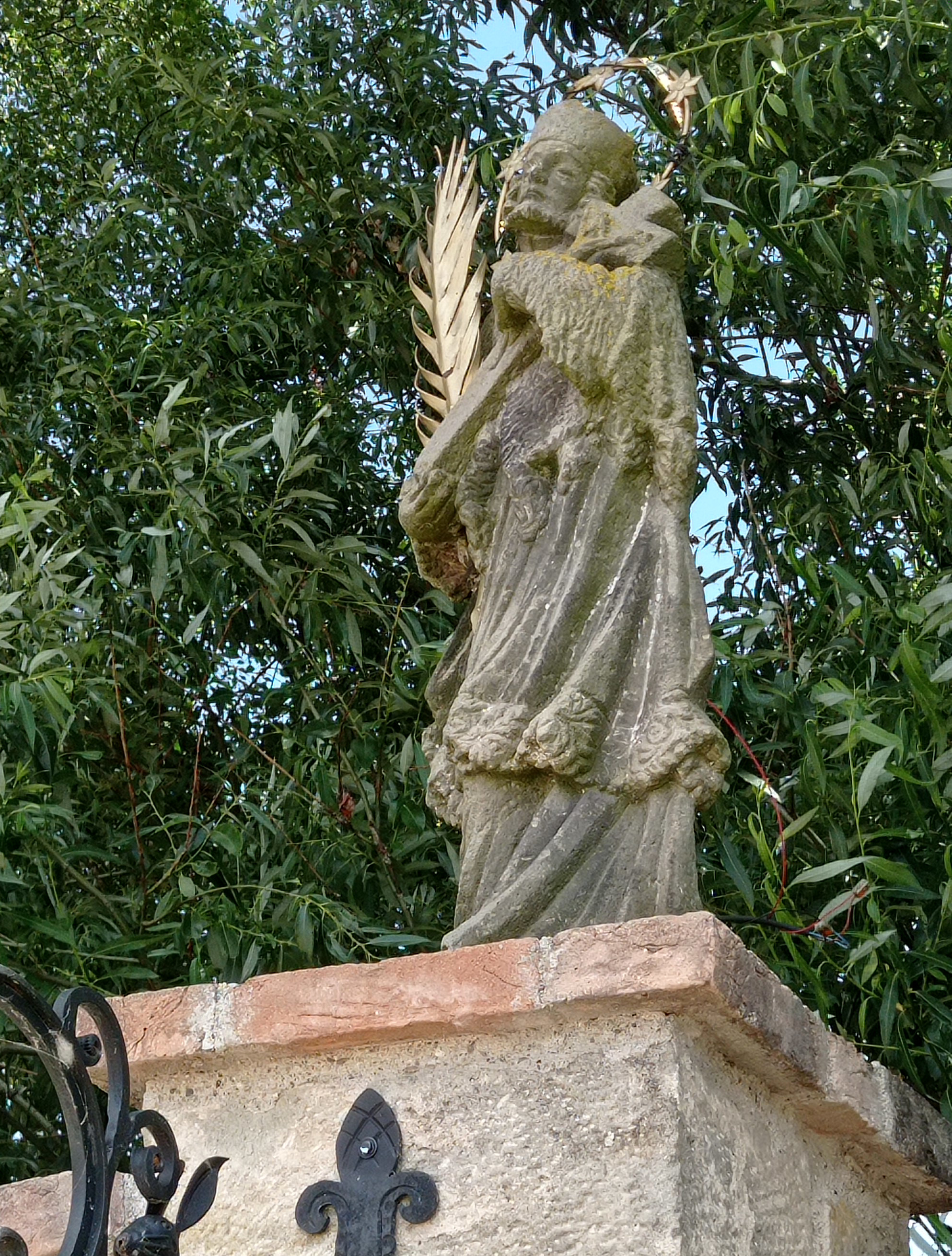
Socha sv. Jana Nepomuckého u čp. 56
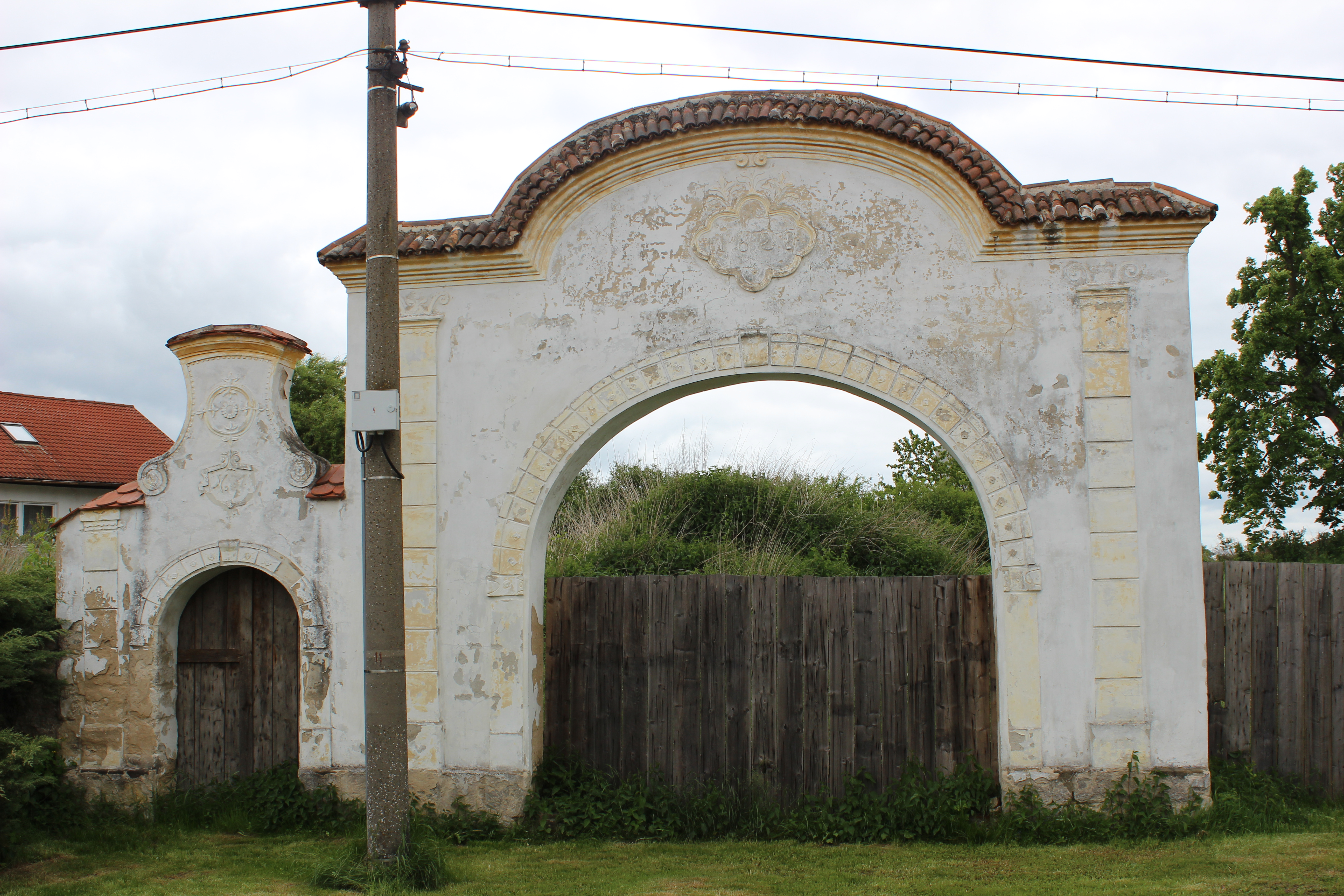
Brána zaniklé usedlosti

## Doprava
Silniční doprava
- Obcí prochází silnice II/259 Mladá Boleslav - Vrátno - Mšeno - Dubá.

Železniční doprava
- Obec Vrátno leží na železniční trati Mladá Boleslav – Mělník v úseku, který je v jízdním řádě uváděn v tabulce 064. Jedná se o jednokolejnou regionální trať, doprava byla v tomto úseku zahájena roku 1897. Dopravní zatížení trati mezi Mšenem a Mladou Boleslaví v roce 2011 činilo obousměrně 7 osobních vlaků.[15]

Na území obce leží železniční zastávka Vrátno.
Autobusová doprava
- V obci měla zastávku v pracovních dnech června 2011 autobusová linka Mšeno - Mladá Boleslav (4 spoje tam i zpět, dopravce ČSAD Střední Čechy).[16]